# Miklós Ungvári
Miklós Ungvári (Cegléd, 15 de octubre de 1980) es un deportista húngaro que compitió en judo. Su hermano Attila compitió en el mismo deporte.
Participó en cuatro Juegos Olímpicos, entre los años 2004 y 2016, obteniendo una medalla de plata en Londres 2012, en la categoría de –66 kg. Ganó tres medallas en el Campeonato Mundial de Judo entre los años 2005 y 2009, y siete medallas en el Campeonato Europeo de Judo entre los años 2002 y 2014.

## Palmarés internacional
| Juegos Olímpicos   | Juegos Olímpicos        | Juegos Olímpicos  | Juegos Olímpicos |
| Año                | Lugar                   | Medalla           | Categoría        |
| ------------------ | ----------------------- | ----------------- | ---------------- |
| 2012               | Londres (Reino Unido)   | Medalla de plata  | –66 kg           |
| Campeonato Mundial |                         |                   |                  |
| Año                | Lugar                   | Medalla           | Categoría        |
| 2005               | El Cairo (Egipto)       | Medalla de bronce | –66 kg           |
| 2007               | Río de Janeiro (Brasil) | Medalla de bronce | –66 kg           |
| 2009               | Róterdam (Países Bajos) | Medalla de bronce | –66 kg           |
| Campeonato Europeo |                         |                   |                  |
| Año                | Lugar                   | Medalla           | Categoría        |
| 2002               | Maribor (Eslovenia)     | Medalla de oro    | –66 kg           |
| 2005               | Róterdam (Países Bajos) | Medalla de plata  | –66 kg           |
| 2008               | Lisboa (Portugal)       | Medalla de plata  | –66 kg           |
| 2009               | Tiflis (Georgia)        | Medalla de oro    | –66 kg           |
| 2010               | Viena (Austria)         | Medalla de plata  | –66 kg           |
| 2011               | Estambul (Turquía)      | Medalla de oro    | –66 kg           |
| 2014               | Montpellier (Francia)   | Medalla de bronce | –73 kg           |